# دژ سیاه (گیومری)
دژ سیاه (ارمنی: Սև բերդ) یک دژ متروکه امپراتوری روسیه که در شهر گیومری در استان شیراک ارمنستان واقع شده‌است. این دژ در ۸ کیلومتر (۵٫۰ مایل) از مرز ترکیه قرار گرفته‌است. این دژ در واکنش به جنگ روسیه و عثمانی (۱۸۲۹–۱۸۲۸) بنا گردید. این دژ یک بنای یادبود میراث ملی فرهنگی در کشور ارمنستان است

## تاریخچه
شهر گیومری که در مرز با ترکیه قرار گرفته‌است پس از بسته شدن عهدنامه گلستان، بخشی از امپراتوری روسیه شد. گیومری در سال ۱۸۳۷ پس از بازدید تزار نیکلای یکم به افتخار iهمسرش آلکساندرا فیودوروفنا به آلکساندارپول تغییر نام یافت.
دژ بر بالای تپه‌ای بنا شده‌است و پس از آنکه نخستین سنگ‌های بنای آن در سال ۱۸۳۴ نهاده شد اتمام استحکامات آن به مدت یک دهه طول کشید. این دژ سازه‌ای ۳۶۰ درجه‌ای مدور از سنگ‌های سیاه رنگ است که این دژ نام خویش را از آن گرفته‌است. پس از شکست روسیه در جنگ کریمه، دژ سیاه به عنوان دژ درجه-یک تعیین شد و ارتقاء یافت. این دژ هرگز تحت محاصره قرار نگرفت، لیکن باعث اهمیت استراتژیک آن در در جنگ‌های بعدی و پیروزی‌ها بر ترک‌ها شد که تا سال ۱۹۷۸ به طول انجامید. پس از پایان جنگ روسیه و عثمانی، و دستیابی روسیه به قلعه‌های نظامی در قارص و باتومی، اهمیت آن در سال ۱۸۸۷، به درجه دوم کاهش یافت.
پایگاه نظامی ۱۰۲ام روسیه، در دهه ۱۹۴۰ میلادی در کنار دژ سیاه بنا گردید. این پایگاه امروزه برای نظامی‌گری روسیه فعال باقی‌مانده‌است و پشتیبانی از دفاع ملی کشور ارمنستان را فراهم می‌کند

## وضعیت کنونی
دژ در سال ۲۰۱۲ توسط خانواده بالاسانیان خریداری شد. مالک میساک بالاسانیان قصد دارد آن را به جاذبه گردشگری تبدیل نماید.

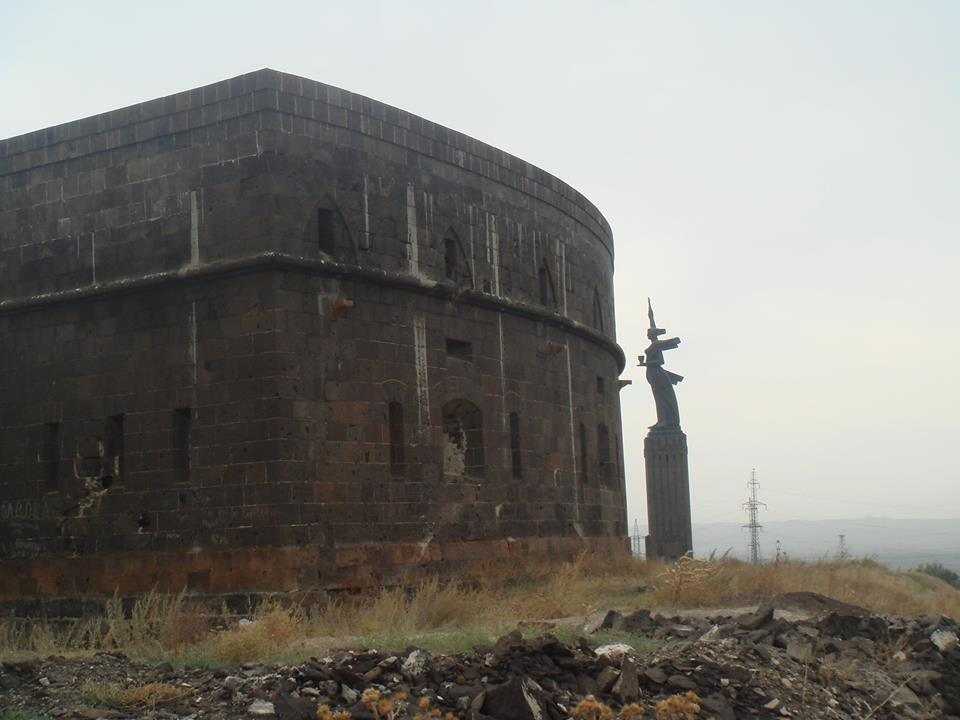
دژ سیاه، گیومری
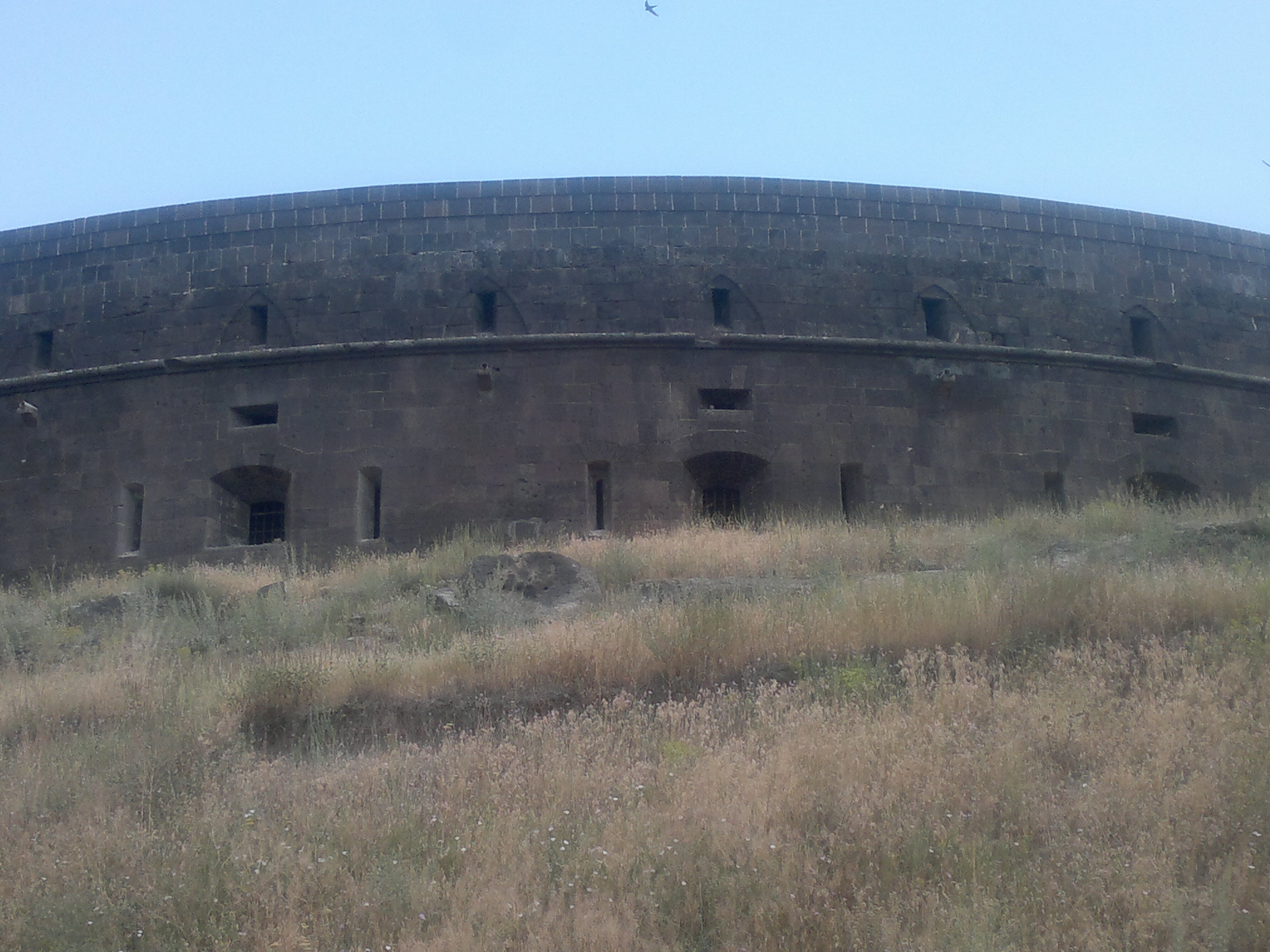
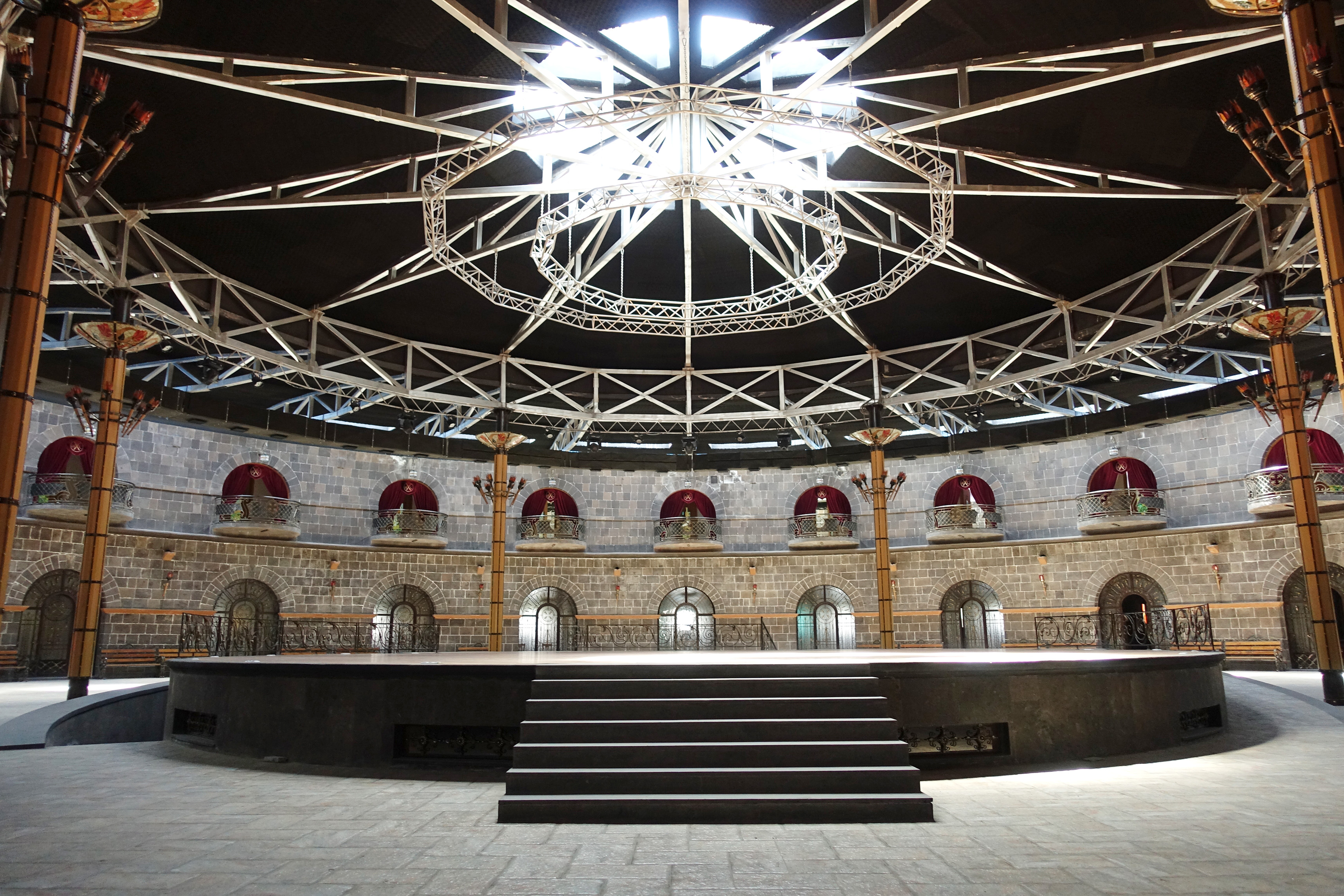